# Richard Zsigmondy
Richard Adolf Zsigmondy, född den 1 april 1865 i Wien, död den 23 september 1929 i Göttingen, var en österrikisk kemist. Han mottog Nobelpriset i kemi 1925 för sitt arbete med kolloida lösningar och konstruktionen av ultramikroskopet.

## Biografi
Richard Adolf Zsigmondy var son till Adolf Zsigmondy, en läkare som dog när Zsigmondy bara var 15 år gammal. Uppmuntrad av sin mor, Irma von Szakmary, hade Zsigmondy och hans bröder ett aktivt liv utomhus. Man ägnade sig åt bergsbestigning, simning och dykning. Hans föräldrar var ungrare.
Han studerade först kemi under professor Ernst Ludwig på den medicinska fakulteten i Wien och sedan gick han på tekniska högskolan i Wien. 1887 åkte han till München för att studera organisk kemi under professor Wilhelm von Miller (1848-1899) och senare blev han assistent åt fysikern professor August Kundt (1839-1894) i Berlin.
1893 fick han tjänst som kemist och lärare på tekniska högskolan i Graz. 1897 blev han forskare åt Firma Schott und Genossen i Jena. Han lämnade företaget redan 1900 för att enbart ägna sig åt sin egen forskning och verkade som privatlärare – ein Gelehrter. 
1907 flyttade han med sin familj till en egendom i Terlage nära Trient, senare samma år blev han utnämnd till ordinarie professor och chef vid institutet för oorganisk kemi vid Göttingens universitet. Han behöll den tjänsten fram till sin pensionering i februari 1929 bara några månader före sin död.
I Jena och som professor i Göttingen utförde Zsigmondy banbrytande forskning i kolloid kemi. Idén om ett ultramikroskop – som skulle göra det möjligt att se submikroskopiska partiklar långt under de då tillgängliga mikroskopens gräns – kom från Zsigmondy och utvecklades av honom i detalj tillsammans med fysikern och optikern Henry Siedentopf med specialtillverkad optik från Zeiss 1903. Mikroskopet baserades på mörkfältsprincipen (eng. dark field principle). 1913 uppfann han immersionsmikroskopet. Han uppfann även två typer av filter. Ett membranfilter 1918 och ett ultra-fint membranfilter 1922. Han bidrog också till utvecklandet av Lange's test (på engelska goldsolreaction), en kvantitativ kolloidal guldreaktion använd för att diagnostisera cerebrospinal syfilis. Den är nu föråldrad.
Nobelpriset 1925 innebar en ekonomiskt uppsving för verksamheten på institutet. Hyperinflationen i början av 1920-talet hade gjort det svårt att införskaffa även de mest basala preparaten och på så sätt omöjliggjort nästan all forskning.